# Таработти, Арканжела
Арканжела Таработти (настоящие имя и фамилия — Эллана или Елена Кассандра Баратотти) (итал. Arcangela Tarabotti, 24 февраля 1604, Венеция, Венецианская республика — 28 февраля 1652, там же) — венецианская итальянская монахиня бенедиктинского ордена, писательница.

## Биография
Родилась в многодетной семье венецианского торговца. Была одной из одиннадцати детей и старшей из шести дочерей. Из-за материальных трудностей в 12-летнем возрасте была отдана родителями в бенедиктинский монастырь Святой Анны в Кастелло, в 1620 году приняла постриг, взяв имя Арканжела. В 1629 году приняла обет девственности.
Не имея возможности покидать стены монастыря, благодаря друзьям и знакомым, которые сообщали ей светские новости и приносили книги, значительно повысила уровень своего образования. Со временем круг гостей и посетителей расширился, её стали посещать известные писатели и поэты, члены основанной ими Академии Безвестных (Accademia degli Incogniti), среди них Джованни Бузенелло, Джироламо Брузони, Джован Франческо Лоредано и другие.
Известна рядом книг, в которых выступала в защиту женщин, критиковала современное состояние семьи, обычаи, нравы, отношение к женщинам как к товару, их подчинённое и унизительное положение в обществе, принудительную монахизацию женщин, женоненавистничество и другие аспекты патриархальной системы. Она считала, что обаяние женщин, их красота неотделимы от их прав и достоинств, которые женщины должны защищать и отстаивать в самых сложных жизненных ситуациях.
Многие специалисты считают её протофеминисткой.

## Избранные сочинения
- «Тирания отцов» («La tirannia paterna», 1643; более поздняя версия известна под названием: «Обманутое простодушие», «La simplicita ingannata», опубл. 1654; внесена в «Индекс запрещённых книг», «Indice dei Libri proibiti»);
- «Монастырский ад» («L’Inferno monocale», 1643?);
- «Чистилище женщины, несчастной в браке» («Il purgatorio delle mal maritate»);
- «Монастырский рай» («Il paradiso monocale»);
- «Antisatira» («Ответ на сатиру о пристрастии женщин к роскоши»);
- трактат «В защиту женщин, или О том, что женщины тоже люди» («Che le donne siano della spezie degli uomini. Difesa della donne», 1651, опубл. 1695);
- письма («Lettere familiare e di compliemento», единственное из её сочинений, опубликованное под её собственным именем).